# Bardi
Bardi – miejscowość i gmina we Włoszech, w regionie Emilia-Romania, w prowincji Parma.
Według danych na rok 2004 gminę zamieszkiwały 2712 osoby, 14,3 os./km².